# Bolandra oregana
Bolandra oregana là một loài thực vật có hoa trong họ Saxifragaceae. Loài này được S.Watson miêu tả khoa học đầu tiên năm 1879.